# Sumpfly
Sumpfly, Helotropha leucostigma är en fjärilsart som beskrevs av Jacob Hübner 1808. Enligt Dyntaxa ingår sumpfly i släktet Helotropha men enligt Catalogue of Life är tillhörigheten istället släktet Celaena. Enligt båda källorna tillhör arten familjen nattflyn, Noctuidae. Arten är reproducerande i Sverige.  Tre underarter finns listade i Catalogue of Life, Celaena leucostigma kurilibia Bryk, 1942, Celaena leucostigma laevis Butler, 1881 och Celaena leucostigma scotica Cockayne, 1944.

## Bildgalleri

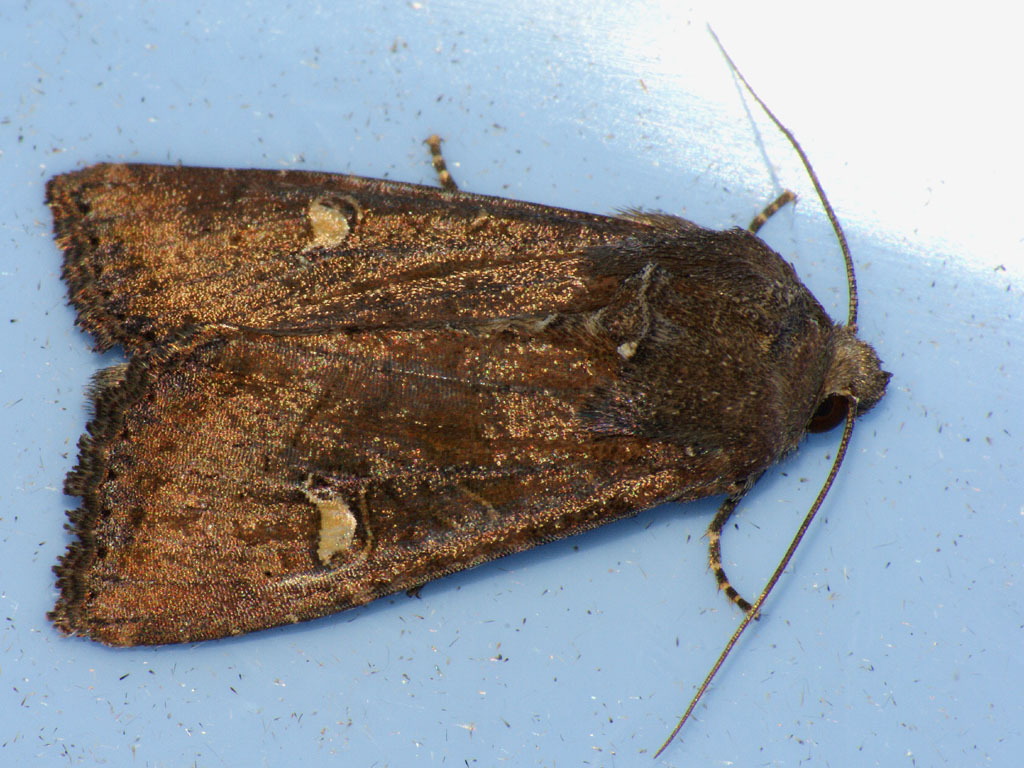
Imago fjäril
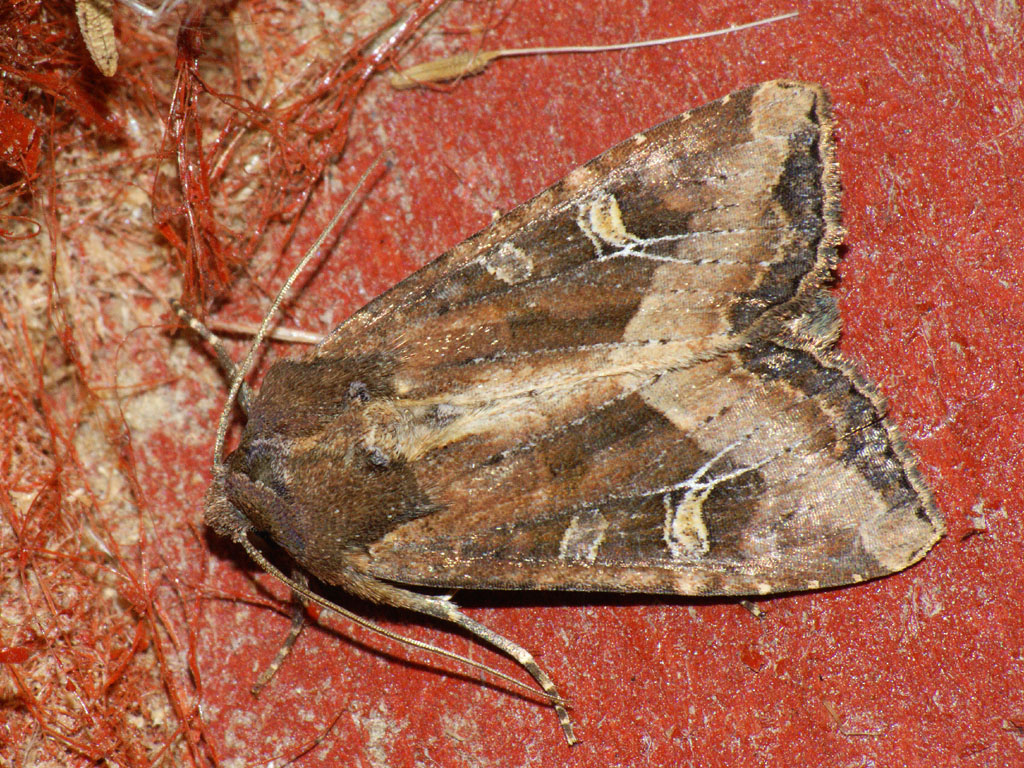
Imago fjäril
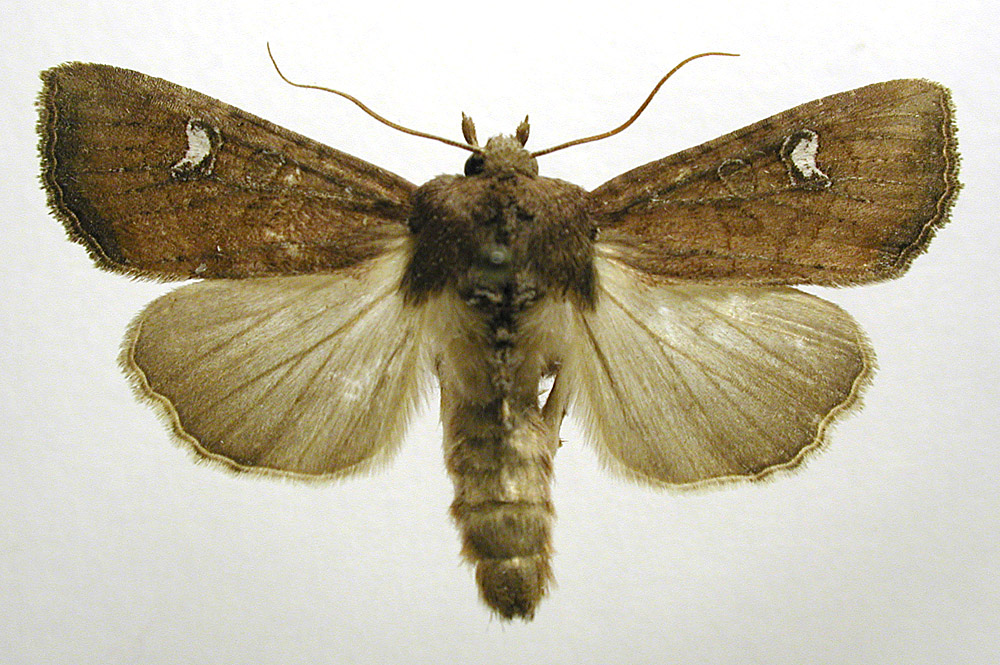
Preparerad (uppnålad) imago fjäril